# QRpedia
A QRpedia egy mobilweb-alapú rendszer, amely QR-kódokat használ arra, hogy kimondottan a Wikipédia szócikkeit a felhasználókhoz eljuttassa, azok anyanyelvén. A módszer nem egyszerűen egy-egy szócikk internetes címét közli, hanem közvetlen segítséget ad a szócikk megadott nyelvű változatának letöltésére a helyszínen. A QRpedia elnevezés a QR-kód és Wikipedia szavak összetételéből született.

## Felhasználása

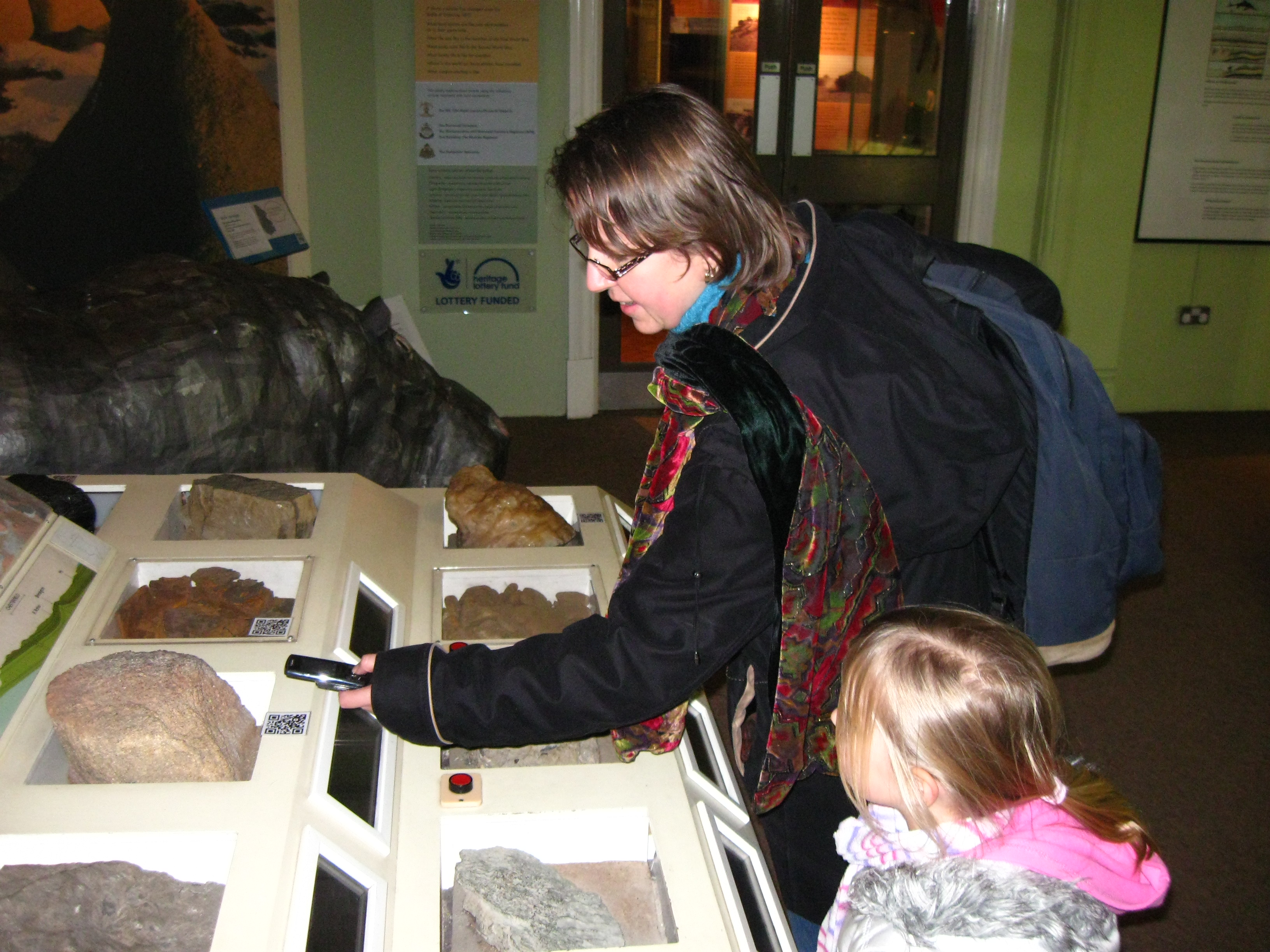
A Derby Museum egyik látogatója a mobiljával olvas be egy QRpedia-kódot

A QRpedia kódjai a sokfelé használatos, közönséges QR-kódok formátumában vannak kihelyezve. A QRpedia-kód egy speciális internetes címet tartalmazó QR-kód. A célja az, hogy a világon mindenfelé elhelyezhető legyen olyan útjelzőként, amely az adott helyről szóló Wikipédia-szócikket segít megtalálni és letölteni.
Egy QRpedia-kód felhasználása ugyanúgy zajlik, mint bármely más, QR-kód alakjában elhelyezett internetes címé. A mobil eszközzel (pl. okostelefonnal) fényképet készítünk a kódbélyegről, majd ha az eszközön van dekódoló program – ilyenek ingyenesen is letölthetőek –, akkor azzal megkapjuk a képben tárolt szöveget. Ez a szöveg egy internetes cím (URL), akkor választhatunk, hogy eltároljuk későbbi felhasználásra, vagy pedig ha a készüléken van internet kapcsolat és böngészőprogram, a cím egyből meg is nyitható, ekkor megkapjuk a címen elérhető honlap tartalmát.
Ha a kódolt szöveg kifejezetten egy QRpedia-kód, akkor az a böngészőt a szolgáltatás alapját adó qrpedia.org tartományra irányítja, amelyen a kód további feldolgozása megtörténik. Ennek eredményeként a program megkérdezi a mobilunkat, hogy azon milyen nyelv van beállítva a felhasználó anyanyelveként, országaként. Ennek ismeretében ezután a program a Wikidatában megvizsgálja, hogy a szócikk létezik-e az adott nyelven. Ha van ilyen szócikk az adott nyelven, akkor annak a tartalmát a mobil böngészője letölti, és egy mobilbarát változatban, fejezetenként külön megnyithatóan megjeleníti.
Ha viszont nincs az adott nyelven szócikk, amelyik a mobil közlése szerint a felhasználó anyanyelve, akkor felsorolja, hogy milyen nyelvű Wikipédiákban van szócikk az adott címszóról, és választhatunk azok közül. Ezenkívül választhatjuk még azt a lehetőséget is, hogy az eredeti szócikket a Google Fordító programja által lefordítva olvassuk el.
Megemlítendő, hogy a szócikkben levő azon hivatkozásokat, amelyek még el nem készült szócikkre mutatnak, és rendes esetben piros színben jelennek meg az oldalon, a qrwp.org programja egyszerű szövegként adja át, mivel ebben a rendszerben nincs is lehetőségünk szócikkek módosítására, létrehozására. A létező szócikkek hivatkozásai viszont látszanak és használhatóak, és ami igen fontos: ezeket követve a többi szócikk tartalmát is mobilbarát formába tördelve kapjuk.

### Példa

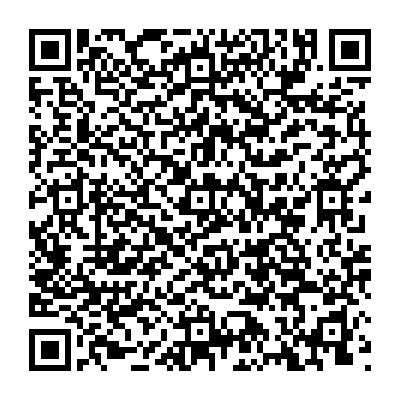
Az Ajutthaja című szócikkhez elirányító QRpedia-kód

Nézzünk egy példát, amely megmutatja a rendszer hasznosságát is. Mondjuk, Thaiföldön járva egy idegenforgalmi központban ajánlatokat látunk meglátogatható, érdekes helyszínekről. Az egyik felsorolt város a felirat szerint Ayutthaya. Természetesen nem adhatnak rövid leírást a városról minden nép nyelvén, így valószínűleg magyarul sem találunk róla többet, és nem biztos, hogy más nyelveken elég jól beszélünk ahhoz, hogy tájékozódni tudjuk a hely látványosságairól.
Ám tegyük fel, hogy a központ vezetői megtudták, hogy a thai nyelvű Wikipédián szócikk olvasható erről a helyről, és ezért az utazási ajánlójukra kitették a város QRpedia-kódját is, lásd az ábrát. Ezután elég a kódot a mobilunkkal beolvasni és megnyitni, és a rendszer nyomban elvezet bennünket az Ajutthajáról szóló magyar nyelvű szócikkhez.
Fontos vonása a szolgáltatásnak, hogy a kódbélyegben tárolt címet nekünk nem kell értenünk. Ebben az esetben a kódolt szöveg így néz ki:
http://th.qrwp.org/%E0%B9%80%E0%B8%97%E0%B8%A8%E0%B8%9A%E0%B8%B2%E0%B8%A5%E0%B8%99%E0%B8%84%E0%B8%A3%E0%B8%9E%E0%B8%A3%E0%B8%B0%E0%B8%99%E0%B8%84%E0%B8%A3%E0%B8%A8%E0%B8%A3%E0%B8%B5%E0%B8%AD%E0%B8%A2%E0%B8%B8%E0%B8%98%E0%B8%A2%E0%B8%B2%5B%5D

A magyarázat annyi, hogy a cím a thai nyelv írásjeleit a Unicode rendszerhez igazodó, átalakított formában tartalmazza. A QRpedia központi gépe ennek a megfejtését önállóan megoldja, mi már csak a kész szócikket kapjuk meg tőle. (A linkre kattintva ezt ki is próbálhatjuk.)

## Új kód készítése
QRpedia-kód bármihez készíthető, amelyről létezik szócikk valamelyik nyelvű Wikipédiában. Először meg kell nyitni egy böngészőben a szócikk weboldalát, és feljegyezni – vagy a vágólapra másolni – a teljes címet (URL-t). Ezután meg kell nyitnunk a qrwp.org Archiválva 2019. november 20-i dátummal a Wayback Machine-ben kezdőoldalát, és onnan lekérni a címhez tartozó QRpedia-kódot. Ennek a módja jelenleg az, hogy a középső fehér mező alatt levő elkülönített sorra kattintunk, majd ide beírjuk vagy beillesztjük a szócikk előbb feljegyzett címét. Eredményként azonnal megkapjuk a kódbélyeg képét, amelynek a bonyolultsága a megadott cím hosszától függ. Kattintsunk a képre, hogy azt biztosan teljes terjedelmében láthassuk, és mentsük el a képet, PNG, GIF, TIFF, PCX vagy egyéb veszteségmentes formátumban. (Vonalas ábrák mentésekor, így ebben az esetben is kerüljük a JPG képformátum használatát.) A kódábra nyomtatása, elhelyezése természetesen már a helyzettől függő, egyedi feladat.
QRpedia-kódot csak wikipédiás szócikkekhez tudunk készíteni. Előnye a rendszernek, hogy újabb cikkekhez vezető újabb kódok előállításához nincs szükség a qrwp.org értesítésére, a cikk valamilyen regisztrálására, mivel a módszer máris működik bármilyen, a jövőben születő címszóval is.
Az eredményül kapott kódbélyeget dekódolva ellenőrizhetjük annak tartalmát. A kódban levő cím első fele mindig az adott nyelv betűjeléből és a ".qrwp.org" szövegből tevődik össze, a második fele pedig a szócikk nevét tartalmazza. Ez utóbbiban az írásjelek és ékezetes betűk kódjelekkel vannak helyettesítve. Például a 26A busz (Pécs) című szócikk QRpedia-kódja a következő szöveget tartalmazná: http://hu.qrwp.org/26A_busz_%28P%C3%A9cs%29%5B%5D
Ha az adott tárgyról nincs magyar szócikk, bármelyik idegen nyelvű szócikk is megcímezhető a kódban, ennek nincs semmilyen akadálya. De a rendszer csak már létező szócikktől indulva képes helyesen működni, egy nem létező címszót megadva nem fogja annak nyelvi változatait önállóan felkutatni.

Kérjük, hogy annak a szócikknek a szerkesztési szövegébe, amelyre hivatkozást készített, legelölre helyezze el, kiegészítve, a következő sort:

### Szerkesztői feladat
Fontos tudnivaló, hogy a rendszer a Wikidatát követve találja meg a szócikkeket. Ezért a Wikipédia szerkesztőinek ügyelniük kell arra, hogy új szócikk születésekor hogy az a Wikidatába bekerüljön. A szócikkhez tehát hivatkozást kell készíteni a Wikidata rendszerben, amit úgy lehet megtenni, hogy a magyar szócikk címét ki kell másolni, és a szócikk idegen nyelvű oldaláról kiindulva a „hivatkozások szerkesztése” linkre kattintva megnyíló Wikidata lapon meg kell adni a magyar nyelvű szócikk címét (a cikk címéről van szó, nem az internetes URL-ről).

## Alkalmazási területei
A szolgáltatás lehetséges alkalmazási köre egyelőre felmérhetetlen. QR-kódban bármilyen wikipédiás szócikk címe közzétehető, hirdethető, de ha többféle nyelv közötti (automatikus) választásra is szükség van, a QRpedia még jobb megoldást jelenthet. Az idegenforgalom támogatása mindig is lényeges cél, ezért minden turisztikai célpont, múzeum, külföldiek által is látogatott közintézmény saját igényei szerint veheti igénybe a lehetőséget. Célszerű lehet például egy QRpedia-kódot kihelyezni egy várrom, nevezetes templom, köztéri szobor mellé, jelentős múzeumi tárgyak mellé önálló kódok is kitehetők, arborétumokban egy-egy növényritkaságot, állatkertben az állatokat bemutató kis táblán, galériákban a híresebb műalkotások mellett éppígy feltűnhetnek az ide irányító jelek.
Mindezek mellett az iskolákban is ígéretes felhasználási lehetőségek rejlenek benne a diákok figyelmének megragadására a technikai újdonság érdekessége révén, például faliújságon megjelenő cikkajánlókban, az iskola tárlóiban levő tárgyak leírásaiban, a hírességek fényképei mellett elhelyezett QRpedia-kódokkal.
A QRpedia szolgáltatásának igénybevétele ingyenes és engedélyhez nem kötött. A kódok felhasználási módjának szabályosságáról a Wikipédia szerkesztői közössége gondoskodik azzal, hogy szemmel tartja a születő szócikkeket.
A rendszer használatának egyetlen feltétele az, hogy a bemutatni kívánt helyről, tárgyról, személyről legyen szócikk a Wikipédiában. A szolgáltatás igazi haszna akkor érvényesülhet, ha az adott szócikknek minél több nyelven van párja a többi Wikipédiában.
Mi a teendő akkor, ha valamiről nincs szócikk? Természetesen az, hogy írni kell egyet. A Wikipédiában a cikkeken változtatni, új cikkeket létrehozni bárki tud, még regisztráció nélkül is. Az enciklopédiának nincs hivatalos szerkesztősége, csak önkéntes munkatársai, így egy szócikket a legjobb annak megírnia, aki tájékozott a témájában. Külön előnye lehet a QRpediát használni szándékozó intézmények által készített szócikkeknek, hogy saját jogon fényképeket is hozhatnak a cikkekbe, amelyek elhelyezése más szerkesztők számára néha nagyon körülményes eljárás.
Természetesen a cikkek írásának megvannak a saját tartalmi és formai követelményei, ezeket a minősítési jogkört megszerzett szerkesztők mindig ellenőrzik. Alapelv, hogy a Wikipédia egy enciklopédia, amelyben csak a közérdeklődésre huzamosabb ideig számot tartó fogalmakról, tényekről, leginkább közműveltségi témákról kívánatos cikkeket megírni. A másik alapvető elv pedig az, hogy csakis hitelesen dokumentálható, ellenőrizhető, független forrásokból származó ismeretek kerülhetnek a szócikkekbe, és a termékek, szolgáltatások és rendezvények hirdetései nem tartoznak ezek közé. A leendő alkalmi vagy rendszeres szerkesztőtársak bőséges leírást kapnak az enciklopédia elveiről és a szerkesztés menetéről.
A QRpedia igénybevétele akkor is hasznos tud lenni, ha egy szócikkről valószínűleg nem nagyon fognak a más nyelvű Wikipédiák szócikket létrehozni, ilyen például a korábbi példában említett pécsi buszjárat leírása. Az olyan Wikipédia-oldalak tartalmát ugyanis, amelyeket a QRpedia szolgáltatásán keresztül érünk el, mindig mobilbarát formátumra átszerkesztve kapjuk meg, így azok akár utazás közben is könnyen olvashatóvá válnak.

## A rendszer története

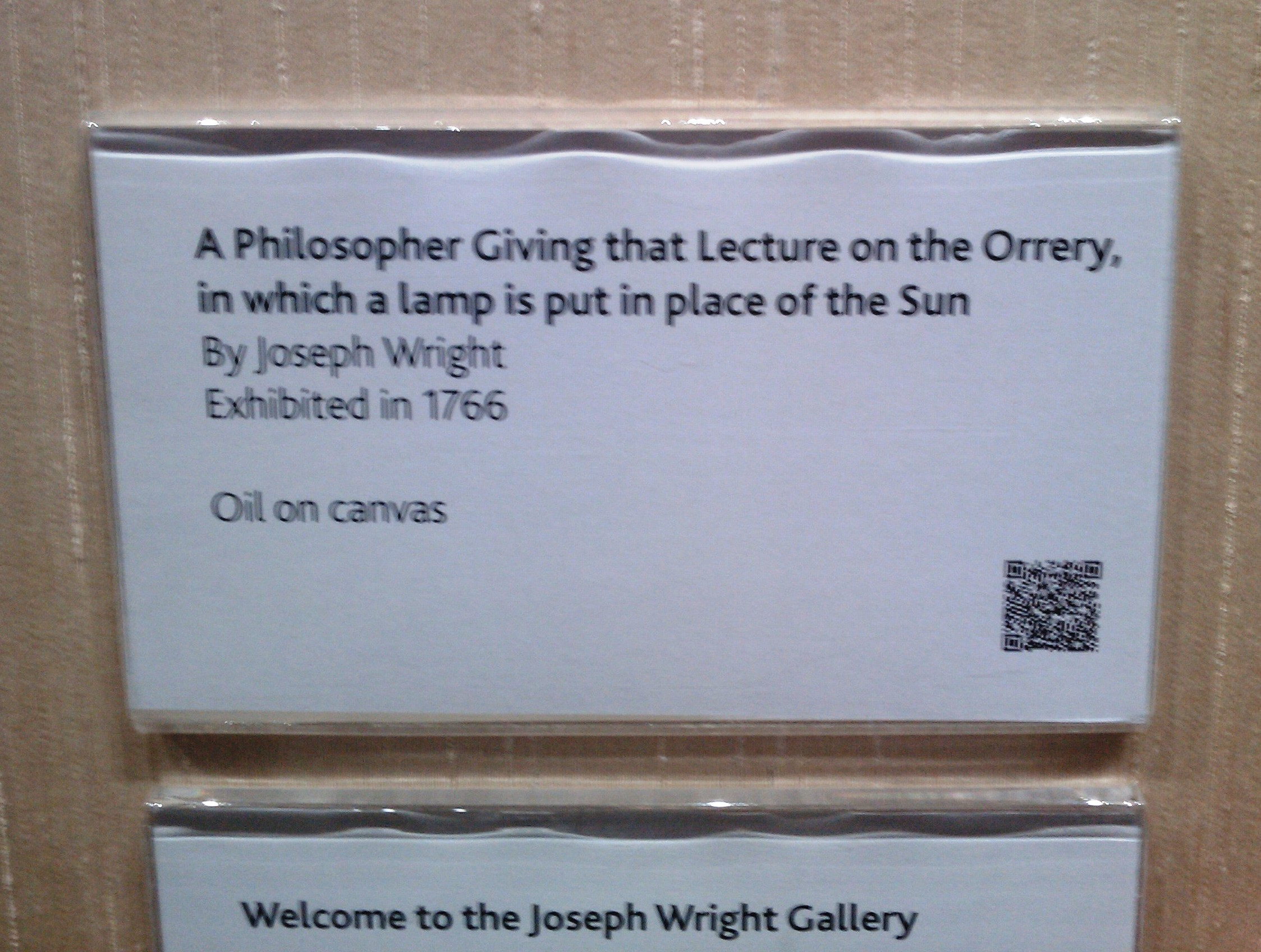
A Derby Museum táblája az egyik kiállított festmény mellett, tartalmazza a QRpedia-kódot a képről szóló szócikkhez; a kép készültekor ez 19 nyelven volt elérhető.

A QRpedia ötlete Roger Bamkintől, a Wikimedia Foundation angliai tagozatának elnökétől ered, a rendszert működtető programot pedig Terence Eden mobilweb-konzultáns készítette el. A bemutatóra 2011. április 9-én került sor, az angliai Derby Museum and Art Gallery Backstage Pass című eseményén. A múzeum és a Galleries, Libraries, Archives & Museums (GLAM) elnevezésű wikimédiás projekt együttműködéséből több mint 1200 új szócikk készült, számos nyelven.
A QRpedia forráskódja szabadon felhasználható az MIT licenc keretében.

## Akik már használják

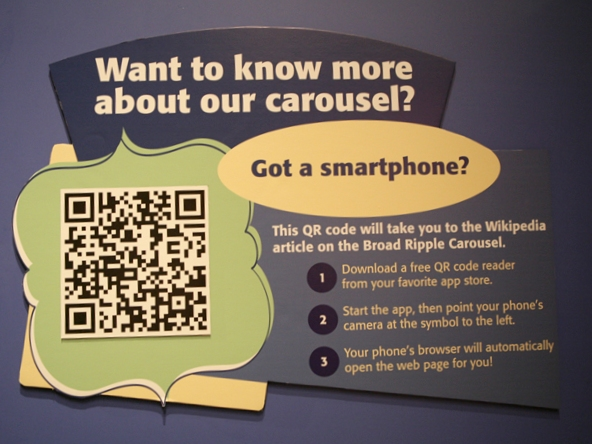
Címke az indianapolisi The Children's Museumban, amely QR-kódot használ a látogatók elirányítására az angol "Broad Ripple Park Carousel" wiki-szócikkhez.

A QRpedia lehetőségeit már több intézmény is felismerte, 2012-ben a következő helyeken volt használatban:
- The Children's Museum of Indianapolis (USA)
- Derby Museum and Art Gallery (Nagy-Britannia)
- Fundació Joan Miró (Spanyolország), ideértve az alapítvány utazó kiállítását is a londoni Tate Galériában
- The National Archives (Nagy-Britannia)
- The National Museum of Computing (Nagy-Britannia)
- a szófiai állatkert (Bulgária)
- Monmouth városa (Wales), a Wikipedia Monmouthpedia nevű projektjének részeként

### A Wikipédián
- a Miskolc-műhely GLAM ZOO projektje
- a Növények műhelyének projektje a Vácrátóti botanikuskertben.

## Elismerések
2012 januárjában az Egyesült Királyságban a Smart UK Projecten megválasztották a 2011. év négy leginnovatívabb mobiltársaságát. A fő kritérium szerint a tevékenységük „legyen hatékony, könnyen érthető, és globális lehetőségeket tartalmazzon”. A QRpedia 79 résztvevő közül került a négy kiemelt közé. Így részt vehetett Barcelonában a Mobile World Congress nevű kiállításon és találkozón, 2012. február 29-én.